# Луг (Делятин)
Луг — колишнє село, розташоване поблизу селища міського типу Делятин (нині входить до його складу). Простягається вздовж вулиці Лугівської, над річкою Перемиська.

## Історія
Колись Луг був самостійним селом. У Польській Республіці воно було унітарною ґміною Луг Надвірнянського повіту Станиславівського воєводства. 1 серпня 1934 року в рамках реформи на основі Закону про консолідацію село Луг увійшло до складу нової ґміни Яремче, де у вересні 1934 року утворило громаду.
Під час німецької окупації частина Луга увійшла до складу нової ґміни Зажече над Прутем.
Після Другої світової війни село увійшло до складу УРСР. 17 січня 1940 року Луг був частиною Делятинського району, а 13 листопада 1940 — увійшло до Яремчанського району.

### Ліквідація
Радянська окупаційна влада на місці села в 1950 році почала зводити режимний об'єкт Івано-Франківськ-16. За один день з села виселили понад 1500 мешканців.
Мешканців Лугу виселяли на початку 1950-х років вмовляннями та погрозами: радянська влада пропонувала гроші за втрачене обійстя, залякувала репресіями, а до хатин особливо непоступливих просто пiд’їздив бульдозер i валив стіни. Разом із селянськими хатами зникла й унікальна карпатська церква Івана Богослова з інтер'єром, оздобленим знаменитим різьбяром Василем Турчиняком.